# Семёновка (Краматорский район)
Семёновка (укр. Семенівка) — село на Украине, входит в состав Краматорского городского совета Донецкой области.

## География
Село расположено к юго-востоку от города Краматорска, на ручье Беленькая, притоке Казённого Торца.

## История
Посёлок Семёновка основан в 1785 году, на реке Казённый Торец — притоке Северского Донца. В 1918 году поселение стало частью УНР. Во времена Великой Отечественной войны в 1942 году была оккупирована фашистскими войсками, в 1943 году РККА освободила посёлок. В 1958 году на территории поселения открылась психиатрическая больница. В 2014 году посёлок был оккупирован российскими войсками, после чего через 3 месяца был успешно освобождён силами ВСУ. В 2015 году построили НВК N1 1-2 ст. В 2022 году поселение много раз обстреливалось ракетами.

## Местный совет
Семёновка подчинена Краматорскому городскому совету.
Адрес местного совета: 84313, Донецкая область, г. Краматорск, пл. Мира, 2.